# Fast & Furious: Hobbs & Shaw
Fast & Furious: Hobbs & Shaw ist ein US-amerikanischer Actionfilm des Regisseurs David Leitch, der am 2. August 2019 in den US-amerikanischen Kinos angelaufen ist. Es handelt sich um den neunten Spielfilm und das erste Spin-off innerhalb der Fast-&-Furious-Filmreihe. In den titelgebenden Hauptrollen sind Dwayne Johnson und Jason Statham zu sehen, die ihre Rollen aus vorigen Filmen erneut verkörpern.

## Handlung
Eine MI6-Einsatztruppe rund um Hattie Shaw, der Schwester von Deckard Shaw, soll ein gefährliches Virus, genannt „Schneeflocke“, sicherstellen. Bei ihrem Einsatz in London erscheint auch Brixton, ein ehemaliger Agent, dem Deckard vor Jahren eine Kugel in den Kopf gejagt hat. Brixton wollte Deckard damals davon überzeugen, sich zusammen mit ihm dem Technologiekonzern „Eteon“ anzuschließen, der Einfluss auf die menschliche Evolution nehmen möchte. Mithilfe des Virus möchte Eteon die schwächere Weltbevölkerung auslöschen und den verbliebenen Rest zusammen mit kybernetischen Körperteilen, durch die auch Brixton das Leben gerettet wurde, weiterentwickeln. In London kann der Ex-Soldat sämtliche MI6-Agenten bis auf Hattie ausschalten. Letztere injiziert sich daraufhin das sichergestellte Virus in Form von kleinen Kapseln ins Blut und entkommt im Anschluss dem Terroristen. Dieser kann jedoch durch den großen medialen Einfluss von Eteon Hattie als Verantwortliche für den Angriff inszenieren, weshalb sie untertauchen muss.
In Los Angeles wird der ehemalige DSS-Agent Luke Hobbs vom ihm bekannten CIA-Agent Locke rekrutiert und auf Hattie angesetzt. Zeitgleich wird Deckard in London von CIA-Agent Loeb über die Abtrünnigkeit seiner Schwester, die sich einst von ihm abwandte, nachdem er zwischenzeitlich selbst abtrünnig wurde, informiert. Bei einem Aufeinandertreffen von Luke und Deckard bringen beide ihre gegenseitige Ablehnung zum Ausdruck und geben zu erkennen, dass sie nicht miteinander zusammenarbeiten wollen. So machen sich beide getrennt auf die Suche nach Hattie, wobei aber nur Hobbs Erfolg hat. Nachdem er sie überwältigen konnte und im Anschluss ins CIA-Hauptquartier bringt, überzeugt sie ihn von ihrer Unschuld. Doch es kommt zu einem erneuten Angriff von Brixton, der Hattie zwischenzeitlich in seine Gewalt bringen kann. Luke und der in der Zwischenzeit erschienene Deckard schaffen es gemeinsam jedoch, Hattie aus den Fängen von Eteon zu befreien. Sie müssen untertauchen, da Brixton mithilfe seines Auftraggebers dem Duo den Angriff auf das CIA-Gebäude in die Schuhe schiebt, worauf eine weltweite Fahndung nach den beiden ausgelöst wird.
Bevor sie mit gefälschten Dokumenten nach Moskau fliegen, spüren sie Professor Andreiko, den Erfinder des Virus und ehemaligen Eteon-Mitarbeiter, auf. Dieser offenbart ihnen, dass sich das Virus binnen weniger Stunden selbst aktiviert und man es nur mit einer Maschine im Eteon-Hauptquartier extrahieren kann. So schmieden die Drei zusammen mit der Waffenhändlerin Madame M, einer alten Freundin von Deckard, einen Angriffsplan: Hattie soll sich als Ablenkung gefangen nehmen lassen, während Luke und Deckard die Maschine stehlen. Doch der Plan misslingt und auch die beiden werden gefangen genommen. Brixton unterbreitet ihnen erneut das Angebot, sich Eteon anzuschließen, doch beide lehnen ab, woraufhin sie vom Terroristen mit Stromschlägen gefoltert werden. Zeitgleich sollte der von Brixton entführte Andreiko damit beginnen, das Virus aus Hattie zu extrahieren. Doch die MI6-Agentin kann sich, ihren Bruder und Hobbs befreien und mithilfe von Andreiko, der sich für die drei opfert, mit der im Gefecht beschädigten Maschine entkommen und die Einrichtung zerstören.
Da sie keinen anderen Rückzugsort vor Eteon kennen, sucht Luke seine Familie auf Samoa auf, die er seit 25 Jahren nicht mehr gesehen hat. Den Flug dorthin verschafft ihnen der Air Marshal Dinkley, den sie auf dem Flug nach Moskau kennengelernt haben. Hobbs’ Brüder Jonah, Mateo, Kal und Timo betreiben auf der Insel gemeinsam mit weiteren Familienangehörigen eine Autowerkstatt und wollen keinen Kontakt mehr zu ihm, seit er vor über zwanzig Jahren die illegalen Machenschaften seines Vaters der Polizei gemeldet hat. Doch Lukes Mutter Sefina überzeugt die vier davon, Frieden mit der Vergangenheit zu schließen und Luke zu unterstützen. So bereiten sich die Samoaner auf dem Kampf gegen Brixton und weitere Eteon-Schergen vor. Als diese im Morgengrauen erscheinen, kann Hattie die zentral gesteuerten Waffen des Konzerns kurzzeitig abschalten, sodass die samoanischen Krieger mit ihren traditionellen Waffen die Überhand gewinnen können. Luke und Deckard können gemeinsam Brixton überwältigen, der schlussendlich von Eteon abgeschaltet wird und ins Meer fällt. Gleichzeitig kann Hattie mit der von Jonah reparierten Maschine das noch nicht aktivierte Virus aus ihrem Körper entfernen und sicherstellen.
Später nimmt Luke seine Tochter Samantha mit nach Samoa, um ihr endlich ihre Familie vorzustellen, während Deckard und Hattie gemeinsam ihre Mutter Magdalene aus dem Gefängnis befreien.
In der Mid-Credit-Szene versucht Agent Locke, Hobbs für einen neuen Auftrag, bei dem es um ein neu entdecktes, noch gefährlicheres Virus geht, anzuwerben.

## Produktion

### Produktionsgeschichte
Im November 2015 sprach Vin Diesel das erste Mal über mögliche Ableger der Fast-&-Furious-Filmreihe, um das filmische Universum zu erweitern. Nachdem Fast & Furious 9 kurz zuvor von 2019 auf 2020 verlegt worden war, kündigte Universal im Oktober 2017 einen Film über die Figuren Luke Hobbs und Deckard Shaw an, der von Chris Morgan geschrieben werden und 2019 erscheinen sollte. Laut Dwayne Johnson kam die Idee für das Spin-off während den Dreharbeiten zu Fast & Furious 7, wurde allerdings aufgrund des Todes von Paul Walker nach hinten verschoben, da man sich zu diesem Zeitpunkt voll auf Fast & Furious 8 konzentrieren wollte.
Aufgrund dieser Ankündigung kam es zum Konflikt zwischen Johnson und Tyrese Gibson. Dieser kritisierte öffentlich, dass Johnson und Hiram Garcia, einer der Produzenten des Films, den Film verwirklichen, da sie die „Fast Family“ trennen würden. Zuvor hätten er und Ludacris ein Angebot für einen eigenen Film abgelehnt, da diese Familie es sei, die die Reihe so erfolgreich mache. Außerdem machte Gibson Johnson dafür verantwortlich, dass Fast & Furious 9 um ein Jahr verschoben wurde, und beschuldigte ihn, die Reihe an sich zu reißen. Auch das im Vergleich mit anderen Filmen der Reihe eher schwache Einspielergebnis am ersten Wochenende entfachte diesen Streit erneut.
Jason Statham kündigte in einem Interview an, dass der Film anders als die bisherigen Teile der Filmreihe werde. So solle der Ton des Films weniger albern, dafür aber geerdeter, düsterer und realistischer sein. Rund um den Antagonisten Brixton wolle man in eine militärische Hightech-Richtung gehen, wohingegen der Showdown des Films, welcher der größte der gesamten Filmreihe sei, sehr familiär werde und sich Johnson das erste Mal in einem Film seiner samoanischen Kultur annehme. Im Dezember 2018 wurde enthüllt, dass der Originaltitel des Films Fast & Furious Presents: Hobbs & Shaw lautet.
David Leitch erklärte in einem Interview im April 2019, man habe im Film die bekannte „Fast-&-Furious-DNA“ beibehalten, wolle aber gleichzeitig mit kreativen und frischen Ideen Neues erschaffen. So setzte man vermehrt auf Comedy, Spionage-Action sowie Nahkämpfe und weniger auf Straßenrennen, „legen aber immer noch großen Wert auf Eckpfeiler wie Familie, Bruderschaft und auch Verfolgungsjagden“. Für den Ton des Films habe man sich an True Lies – Wahre Lügen orientiert, für die Beziehung zwischen Hobbs und Shaw hingegen an Buddy-Actionfilmen der 1980er und 1990er Jahre. Des Weiteren ergänzte Leitch, der Film werde eine Länge von etwa zwei Stunden haben, weshalb man einige Actionszenen herauskürzen musste. Diese sollten allerdings in einem Extended Cut mit der Heimkinoveröffentlichung enthalten sein. Auch über eine Fortsetzung habe man bereits gesprochen und Leitch sei interessiert, erneut den Regiestuhl zu übernehmen.

### Rechtsstreit zwischen Neal H. Moritz und Universal Pictures

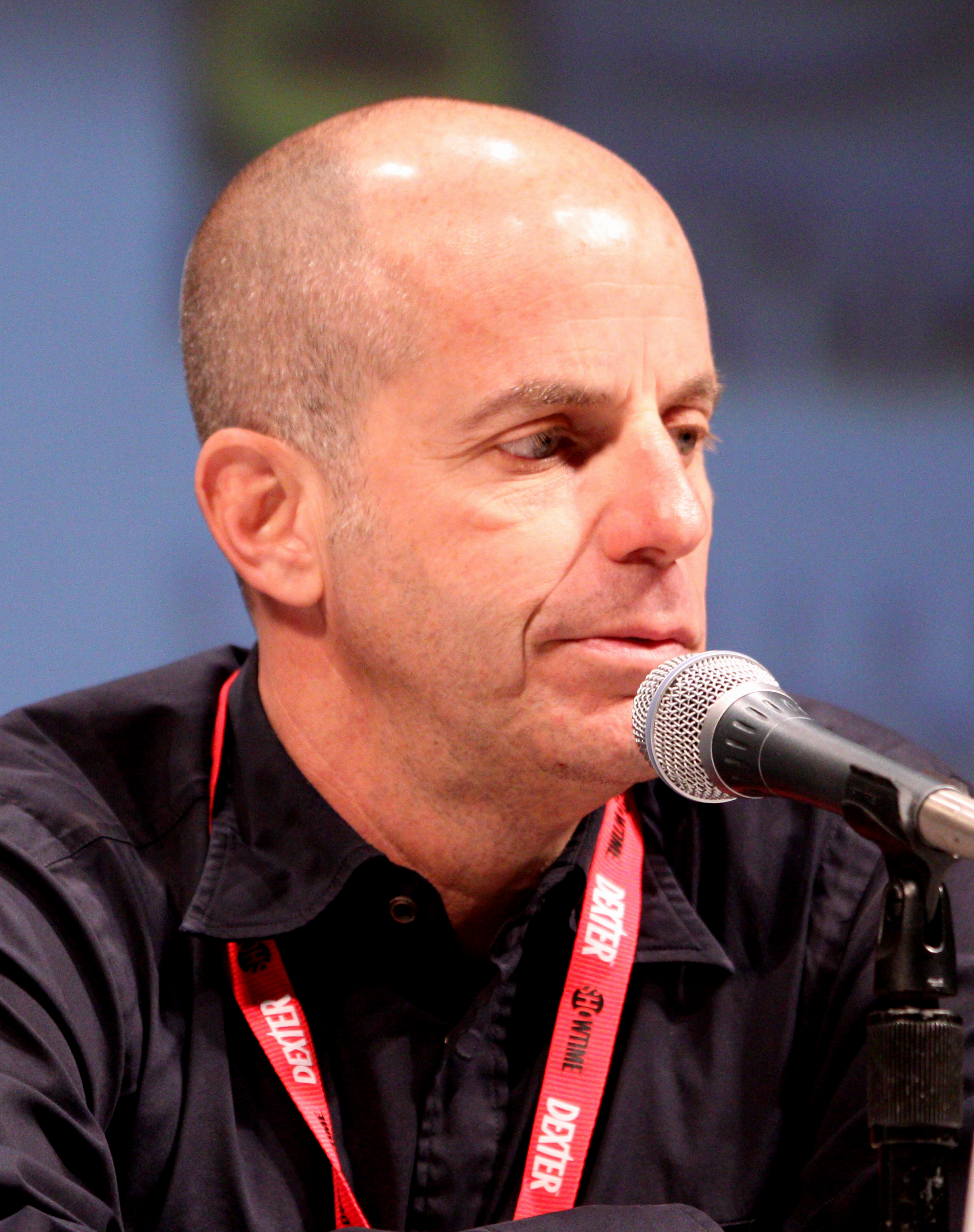
Neal H. Moritz (2010)

Im Oktober 2018 wurde ein Rechtsstreit zwischen dem langjährigen Produzenten der Filmreihe Neal H. Moritz und Universal bekannt. So heißt es, das Studio hätte einen mündlichen Vertrag gebrochen, wäre kurz vor Drehbeginn an ihn herangetreten und hätte ihn vor die Wahl gestellt, entweder weniger Gehalt zu akzeptieren oder vom Projekt ausgeschlossen zu werden. Nachdem er mit einer niedrigeren Bezahlung nicht zufrieden war, hätte man ihn „vor die Tür gesetzt“. Moritz zog daraufhin vor Gericht und verlangte, entweder eine hohe Entschädigung zu erhalten oder als Produzent des Films wieder eingesetzt zu werden. Im Januar 2019 wurden weitere Details des Rechtsstreits bekannt. So beantragte Moritz, den Universal-Präsidenten James Horowitz in die Anklage mit aufzunehmen. Moritz behauptet, Horowitz hätte ihn mit falschen Darstellungen über die Gewinnbeteiligungen am Film gelockt und ihm versprochen, den Hobbs-&-Shaw-Vertrag genauso wie vorige Fast-&-Furious-Verträge zu gestalten. Bei diesen standen Moritz neben einer festen Summe von zwei Millionen US-Dollar auch eine Gewinnbeteiligung in Höhe von 6 % zu. Des Weiteren hätte er einen schriftlichen Vertrag, in dem ihm das Mitwirken an sämtlichen Sequels und Remakes zugesichert wird. Horowitz sei in der ersten Anklage nicht enthalten gewesen, da er sich zu diesem Zeitpunkt mit Moritz in Verhandlungen über eine langfristige Zusammenarbeit befunden hätte und letzterer zuversichtlich auf eine Einigung war. Während Universal nun eine außergerichtliche Beilegung des Rechtsstreits anstrebe, möchte Moritz den Fall vor ein Bundesgericht bringen. Ein Bundesbezirksrichter stimmte der Änderung der Anklage durch die Aufnahme von Horowitz später zu.
Universal Pictures äußerte sich vor Gericht, Moritz hätte vertraglich keinen Rechtsanspruch, am Film mitzuwirken, da sein Vertrag nur für Fortsetzungen und Neuauflagen, nicht aber für Spin-offs gelten würde. Das Mitwirken von nur zwei Fast-&-Furious-Darstellern reiche laut Universal nicht aus, um den Film als Fortsetzung einzustufen. Moritz verteidigte sich, er hätte die Idee für den Film gehabt und Monate damit verbracht, ihn zu entwickeln. Seine Beteiligung beruhe auch auf der Tatsache, dass Universal der Familie von Moritz’ Produktionsleiterin Amanda Lewis den Umzug nach London ermöglichte, damit sie dort die Dreharbeiten beaufsichtigen könne. Insider-Informationen zufolge soll das Studio Moritz einen neuen Vertrag angeboten haben, bei dem er eine feste Summe von 6,8 Millionen US-Dollar im Voraus und dazu weitere Einnahmen aus Boni und einem Gewinnpool erhalten sollte. Selbst Dwayne Johnson hätte diesem zugestimmt, doch Moritz verweigerte das Angebot hartnäckig und forderte das Studio sogar auf, ihn zu feuern. Laut Insidern hätte Universal demnach satt, von Moritz immer wieder vor Gericht gezogen zu werden, nachdem man bereits für andere Filme der Reihe „harte und quälende Verhandlungen“ führen musste. Zunächst wäre es vor Gericht ausschließlich um Fast & Furious: Hobbs & Shaw gegangen, doch als Universal-Präsident Horowitz selbst vor Gericht stand, fiel die Entscheidung, Moritz auch von allen zukünftigen Projekten auszuschließen. Hätte man dies nicht getan, hätte man sich auf ein Schiedsverfahren mit Moritz einlassen müssen. Moritz forderte im Anschluss eine hohe Entschädigung für seine Entlassung und eine weitere für Rufmord. Da die genauen Zahlen dabei noch nicht feststanden, drohte ein weiterer Rechtsstreit zwischen beiden Parteien. Moritz äußerte sich nach seiner Entlassung, er sei die Konstante in der Filmreihe gewesen und stolz darauf, damals Vin Diesel für den ersten Film gecastet zu haben.
Im September 2020 wurde verkündet, dass sich Universal und Moritz außergerichtlich geeinigt hätten und ihre Zusammenarbeit bei Fast & Furious 9 fortsetzen würden.

### Stab und Besetzung
In Fast & Furious: Hobbs & Shaw ist Dwayne Johnson zum fünften Mal als Luke Hobbs zu sehen sein, während Jason Statham zum dritten Mal die Rolle des Deckard Shaw verkörpert. Im April 2018 wurde bekannt, dass man David Leitch als Regisseur verpflichten konnte. Chris Morgan ist, wie bei allen Filmen der Fast-&-Furious-Filmreihe seit The Fast and the Furious: Tokyo Drift, für das Drehbuch verantwortlich. Als Komponist fungierte Tyler Bates, der schon zuvor an allen Regiearbeiten von Leitch mitwirkte. Anfang Juli 2018 wurden zeitgleich die Auftritte von Idris Elba als Brixton, dem Antagonisten des Films, sowie von Vanessa Kirby als Deckards Schwester Hattie, die beim MI6 arbeitet, angekündigt. Über Elbas Charakter äußerte sich Johnson, man wollte mit Brixton den „bösesten, teuflischsten, dominantesten und coolsten Antagonisten der gesamten Filmreihe“ erschaffen. Chris Morgan ergänzte: „[Brixton] ist schlau, gefährlich, durchtrieben, intelligent und macht Spaß.“ Dazu sei er körperlich wie auch mental sehr stark und dadurch den beiden „Alpha-Helden“ ebenbürtig. Laut eigener Aussage habe Elba in Vorbereitung auf seine Rolle „Londoner-Straßen-Slang“ als Akzent gelernt und durfte selbst Ideen entwickeln, wie es seine Figur mit den beiden Protagonisten aufnehmen könnte. Im Oktober 2018 wurde die Beteiligung von Eddie Marsan am Film öffentlich. Somit arbeitete er nach Atomic Blonde und Deadpool 2 zum dritten Mal innerhalb von drei Jahren mit Leitch zusammen. Ende November 2018 wurde zudem bekannt, dass Eiza González für die Schlüsselrolle der Madam M verpflichtet wurde.
Des Weiteren war geplant, dass die Familien der beiden Hauptfiguren eine größere Rolle im Film spielen. So wurden Schauspieler für die Brüder von Luke Hobbs sowie für Sefina Hobbs, das Familienoberhaupt der Hobbs-Familie, gesucht. Aus diesem Grund kamen auch Spekulationen auf, ob Helen Mirren, Luke Evans und Eden Estrella in ihre Rollen zurückkehren würden. Ein Wiedersehen mit Estrella als Samantha Hobbs wurde allerdings durch die Verpflichtung der polynesischen Kinderdarstellerin Eliana Sua für die Rolle ausgeschlossen. Das Auftreten von Mirren wurde schließlich endgültig durch einen Trailer bestätigt, damit ist sie nach Fast & Furious 8 zum zweiten Mal als Magdalene Shaw zu sehen. Im Januar 2019 wurde bekannt, dass der Wrestler Roman Reigns, der zum ersten Mal für Hobbs & Shaw vor der Kamera stand, Cliff Curtis, John Tui und Josh Mauga die vier Brüder von Luke Hobbs verkörpern. Diese leben in Samoa und betreiben dort ein ehemals illegales Geschäft, in dem sie Oldtimer bauen und diese weltweit verkaufen. Zudem hätte man versucht, Jason Momoa für die Rolle eines Bruders zu verpflichten, der allerdings aufgrund seines Terminkalenders absagen musste. Lori Pelenise Tuisano wurde für die Rolle der Sefina Hobbs gecastet. Im April 2019 berichtete That Hashtag Show, dass Keanu Reeves gegen Ende des Films als geheimer Strippenzieher hinter Brixton enthüllt werden soll. Später äußerte sich Reeves, er sei tatsächlich für den Film kontaktiert worden, habe das Angebot letztendlich aber abgelehnt. Schließlich berichtete Wegotthiscovered.com, dass sowohl Ryan Reynolds als auch Kevin Hart in kleineren Rollen im Film zu sehen sein sollen. Reynolds verkörpert dabei einen CIA-Agenten, der Luke Hobbs für eine Mission rekrutiert, und Hart einen Air Marshal. Zudem ist Reynolds die Stimme des Eteon-Direktors, wird im Abspann allerdings nur unter einem von ihm früher benutzten Pseudonym aufgeführt.

### Dreharbeiten

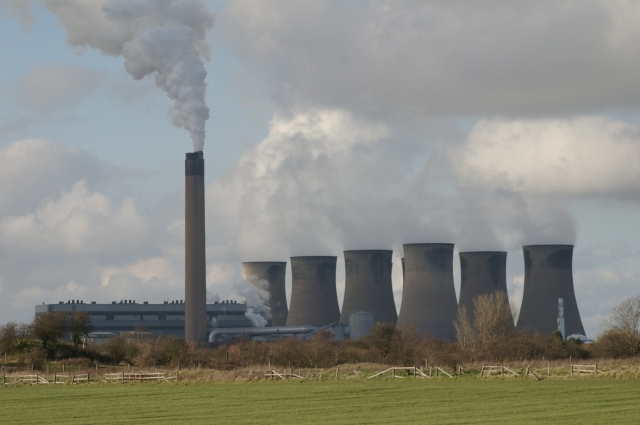
Das Kraftwerk Eggborough diente dem Film als Kulisse.

Am 10. September 2018 erfolgte der Drehbeginn in den Shepperton Studios nahe London, allerdings noch ohne Dwayne Johnson. Außenaufnahmen in der britischen Hauptstadt entstanden unter anderem an der Freemasons’ Hall, am Leadenhall Building, an der Millennium Bridge sowie am Piccadilly Circus. Ende September stieß schließlich auch Johnson zu den Dreharbeiten hinzu. Zwischen dem 23. und 29. Oktober 2018 fanden Aufnahmen in Glasgow statt, wo man bereits für Fast & Furious 6 einige Szenen gedreht hatte. In der schottischen Hauptstadt wurden unter anderem der George Square, der M8 motorway sowie die Kingston Bridge als Schauplätze verwendet. Im November wurde für eine Woche in North Yorkshire auf dem Gelände des Kraftwerks Eggborough gefilmt, das als Kulisse für das Eteon-Hauptquartier diente. Die Innenaufnahmen entstanden hingegen im Farnborough International Exhibition and Conference Centre in Hampshire. Im Anschluss wurden die Dreharbeiten rund um London fortgesetzt. Für Außenaufnahmen einer russischen Villa wurde das Landhaus West Wycombe Park im Buckinghamshire verwendet, dessen Fassade in der Postproduktion digital grün gefärbt und mit russischen Elementen versehen wurde. Am 18. Dezember 2018 verkündete Johnson, man hätte die Dreharbeiten in London beendet und würde sie nach den Weihnachtsfeiertagen auf Hawaii fortsetzen. Dort begannen die Dreharbeiten zum dritten Akt Anfang Januar 2019 auf Kauaʻi. Dabei wurde das National Historic Landmark Old Sugar Mill of Kōloa für die Außenansicht des Anwesens der Hobbs-Familie verwendet. Das Filmset befand sich hingegen nahe dem Strand Galliens Beach. Weitere Landschaftsaufnahmen zeigen die Nā Pali Coast, die Haula Bay und weitere Buchten. Der finale Kampf wurde stattdessen in einer rund 3000 Quadratmeter großen Soundstage gedreht, die unter anderem einen abgestürzten Black Hawk und einen Peterbilt-Lastwagen umfasste. Zudem wurde ein umfangreiches Wassersystem errichtet, das einen künstlichen Wasserfall sowie Dauerregen, in dem die Darsteller rund zwei Wochen lang drehten, ermöglichte. Am 27. Januar 2019 wurden die Dreharbeiten abgeschlossen. Weitere Nachdrehs fanden Mitte Mai 2019 statt.

### Marketing und Veröffentlichung
Ein erstes Poster wurde am 31. Januar 2019 vorgestellt. Der erste Trailer wurde einen Tag später veröffentlicht. Im Rahmen des Super Bowl LIII am 3. Februar 2019 wurde zudem eine kürzere Schnittfassung des Trailers gezeigt, für deren Sendeplatz Universal rund 10,48 Millionen US-Dollar bezahlen musste. Innerhalb der ersten 72 Stunden nach Veröffentlichung soll der Trailer laut Johnson über 167 Millionen Aufrufe verzeichnet haben. Weiteres Bildmaterial wurde am 3. April 2019 auf der CinemaCon in Las Vegas vorgestellt und am 18. April 2019 als zweiter Trailer veröffentlicht. Die Enthüllung des offiziellen Filmposters erfolgte Mitte Juni 2019. Der finale Trailer wurde schließlich auf der CCXP Cologne am 28. Juni 2019 unter der Anwesenheit von Statham und Elba zusammen mit einem exklusiven Filmausschnitt uraufgeführt.
Die Weltpremiere erfolgte am 13. Juli 2019 in Los Angeles. Der Film lief am 1. August 2019 in den deutschen und einen Tag später in den US-amerikanischen Kinos an. Eine Veröffentlichung auf dem chinesischen Markt erfolgte am 23. August 2019.
In den Vereinigten Staaten ist der Film seit dem 15. Oktober digital seit dem 5. November 2019 auch auf DVD, Blu-ray und UHD Blu-ray erhältlich. Der deutsche Heimkinostart erfolgte am 12. Dezember 2019 mit gleichen Datenträgern. Der dabei angekündigte Extended Cut, der eine rund zehnminütige alternative Eröffnungssequenz sowie insgesamt rund 43 zusätzliche Minuten an herausgeschnittenen Szenen umfassen sollte, erschien allerdings nicht.

## Synchronisation
Die deutsche Synchronisation des Films übernahm die Berliner Synchron AG in Berlin nach einem Dialogbuch von Sven Hasper und unter der Dialogregie von Oliver Rohrbeck.
| Rolle               | Darsteller     | Deutscher Sprecher |
| ------------------- | -------------- | ------------------ |
| Luke Hobbs          | Dwayne Johnson | Ingo Albrecht      |
| Deckard Shaw        | Jason Statham  | Leon Boden         |
| Hattie Shaw         | Vanessa Kirby  | Jacqueline Belle   |
| Brixton Lore        | Idris Elba     | Oliver Stritzel    |
| Magdalene Shaw      | Helen Mirren   | Karin Buchholz     |
| Madame M            | Eiza González  | Mareile Moeller    |
| Samantha Hobbs      | Eliana Sua     | Emilia Raschewski  |
| CIA-Agent Locke     | Ryan Reynolds  | Dennis Schmidt-Foß |
| CIA-Agent Loeb      | Rob Delaney    | Peter Flechtner    |
| Jonah Hobbs         | Cliff Curtis   | Tayfun Bademsoy    |
| Air Marshal Dinkley | Kevin Hart     | Leonhard Mahlich   |
| Professor Andreiko  | Eddie Marsan   | Lutz Schnell       |

## Soundtrack
Der 13 Musikstücke umfassende Fast & Furious Presents: Hobbs & Shaw (Original Motion Picture Soundtrack) von Komponist Tyler Bates erschien am 26. Juli 2019 digital bei Back Lot Music. Der Schauspieler Idris Elba steuerte zusammen mit Cypress Hill den Titel Even If I Die zum Soundtrack bei.
| Nr.     | Titel                                       | Interpret                                                                                    | Länge |
| ------- | ------------------------------------------- | -------------------------------------------------------------------------------------------- | ----- |
| 1       | Time In a Bottle                            | Yungblud                                                                                     | 4:35  |
| 2       | Better As One                               | The Heavy                                                                                    | 2:56  |
| 3       | 100 Miles and Running                       | Logic feat. Wale & John Lindahl                                                              | 5:54  |
| 4       | Next Level                                  | A$ton Wyld                                                                                   | 2:18  |
| 5       | Even If I Die (Hobbs & Shaw) (Hybrid Remix) | Idris Elba feat. Cypress Hill                                                                | 5:48  |
| 6       | Keep You Alive                              | Brothers Voodoo                                                                              | 4:22  |
| 7       | F.W.T.B. (grandson Remix)                   | Yonaka                                                                                       | 3:16  |
| 8       | I’m Comin’ Home                             | Aloe Blacc & Adrianne Gonzalez                                                               | 3:16  |
| 9       | Masta                                       | Tha Movement & Anonymouz feat. POETIK, SMV, King Kapisi, MC Arme, Kas Tha Feelstyle & Mareko | 3:53  |
| 10      | All Roads Lead Home (Hobbs & Shaw Remix)    | Ohana Bam feat. Token                                                                        | 3:24  |
| 11      | Getting Started (Hobbs & Shaw)              | Aloe Blacc feat. J.I.D                                                                       | 2:38  |
| 12      | Hobbs & Shaw Rocks!                         | Tyler Bates                                                                                  | 5:04  |
| 13      | Even If I Die (Hobbs & Shaw)                | Idris Elba feat. Cypress Hill                                                                | 2:46  |
| Gesamt: | Gesamt:                                     | Gesamt:                                                                                      | 50:10 |

## Rezeption

### Altersfreigabe
In den Vereinigten Staaten wurde der Film von der MPAA als PG-13 eingestuft. Um dies zu erreichen, musste von den Machern eine Szene, in der Luke Hobbs einem Gegner ein Auge ausgebissen und auf den Boden gespuckt hätte, aus dem Film geschnitten werden. In Deutschland erhielt der Film von der FSK eine Freigabe ab 12 Jahren. In der Freigabebegründung heißt es, der Film enthalte zahlreiche Action- und Kampfszenen und Verfolgungsjagden. Diese seien jedoch in einem comichaft übertriebenen Stil inszeniert und erkennbar mit aufwändiger Tricktechnik produziert. Zuschauer ab 12 Jahren seien problemlos in der Lage, die Geschehnisse als Teil einer vollkommen realitätsfernen Agenten-Actiongeschichte zu erkennen. […] Es komme zwar immer wieder auch zu Gewaltanwendung, die aber nicht explizit ausgespielt werde. Zudem würden humorvolle Momente und ironische Sprüche die Actionszenen abmildern.

### Kritiken
Der Film konnte 67 % der Kritiker bei Rotten Tomatoes überzeugen, wobei eine durchschnittliche Bewertung von 6,1/10 vergeben wurde. Bei Metacritic erhielt er einen Metascore von 60 von 100 möglichen Punkten.
Für Julius Vietzen von Filmstarts ist Fast & Furious: Hobbs & Shaw ein gelungenes Spin-off der Filmreihe Fast & Furious, auch, da es im Gegensatz zu anderen Ablegern „mächtig Laune“ mache. So gebe es im Sekundentakt trockene Sprüche und pubertäre Beleidigungen, zahlreiche große Gastauftritte und „herrlich überzogene Actionsequenzen“, die die Talente der Hauptdarsteller perfekt zum Ausdruck brächten. Alles beginne mit einer Eröffnungssequenz, in der David Leitch und Chris Morgan amüsant und perfekt die Unterschiede der Titelhelden per Split Screen herausarbeiten würden. Gleichzeitig deute sich dort aber auch schon die Schwachstelle des Filmes an: beide Hauptfiguren haben ihre eigenen Handlungsstränge und seien zu oft räumlich voneinander getrennt, sodass es nicht viele Momente gebe, in denen ihre gute Chemie brillieren könne, wodurch auch die Beziehung zwischen ihnen zu kurz komme. Wenn beide dann allerdings zusammen vor der Kamera stünden, seien es die besten Stellen im gesamten Film. Auch Helen Mirren könne mit ihrer einzigen Szene kurzzeitig den Film an sich reißen. Ebenfalls positiv hervorzuheben sei, dass Hobbs & Shaw das „Höher-Schneller-Weiter“-Prinzip der Filmreihe konsequent fortführe und mit Leitchs Talent für „brachiale Nahkampfaction“ in räumlich begrenzten Momenten kombiniere. Dadurch und weil der Film „jeglichen Anspruch auf Authentizität konsequent links liegen lässt“, könne man auch darüber hinwegsehen, dass die Effekte sichtbar aus dem Computer stammen. Negativ hebt Vietzen den Schlussakt hervor: das eigentlich zufriedenstellende Finale wird durch einen zweiten überflüssigen Kampf erweitert, in dem das wirre Gekloppe sowie irritierende Zeitsprünge dem Zuschauer noch einmal deutlich vor Augen geführt werden. Auch Hobbs’ Heimkehr nach Samoa komme zu kurz, was schade sei, da der Film so dem Fokus der Reihe auf Familie nicht gerecht werde.
Für Arthur A. von Filmfutter.com stellt Hobbs & Shaw ein völlig ausgelassenes, albernes und mit One-Linern ausgestattetes Popcorn-Abenteuer dar. Durch Referenzen und namentliche Erwähnungen bette man sich dabei in den Kanon der Filmreihe ein. Dieser treu bleibend, gebe es „völlig absurde Actionsequenzen“, getunte Autos, „fette Beats“, die Familie als zentrales Thema und „viel Selbstironie verpackt in coole[n] Sprüche[n]“. Dabei lassen die Hauptdarsteller ihrem komödiantischen Gespür freien Lauf, woraus manchmal cleverer, oft aber auch einfach nur schamloser Humor resultiere. Im Kern sei der Film hingegen ein 1980er-Jahre Buddy-Film im Stile von Tango und Cash und eine Hommage an eine einfachere Zeit des Actionkinos, was vor allem durch den sich über die gesamte Laufzeit erstreckenden verbalen Schlagabtausch sowie den schier übermächtigen und wahnsinnigen Bösewicht Brixton verdeutlicht werde. Letzterer sei dabei sehr simpel gestrickt und nur ein Mittel zum Zweck, um die Handlung voranzutreiben. Das Talent von Idris Elba werde dabei unterfordert, auch, da die Motivationen von seiner Figur sehr dünn und nicht originell seien. Ein Unterschied zum 1980er-Jahre-Actionkino stelle hingegen die von Vanessa Kirby verkörperte Hattie Shaw dar, die als „ultracoole, agile Agentin mit einem trockenen Spruch auf den Lippen“ ein gelungenes Gegengewicht zum Duo biete. Dabei sei ein kleinerer Kritikpunkt, dass die von Kirby und Statham verkörperten Figuren in etwa gleich alt sein sollen, der Altersunterschied zwischen beiden Darstellern allerdings deutlich sichtbar sei. Als Fazit zieht der Filmkritiker, der Film sei kurzweilig und temporeich, wodurch nie Langeweile entstehe.
Peter Debruge von Variety steht dem Film deutlich kritischer gegenüber. Wie er ausführt, mache Hobbs & Shaw zwar Spaß, sei aber lächerlich übertrieben. So müsse der Zuschauer sein Gehirn abschalten und viele Wahrheiten vergessen, etwa wie die Schwerkraft funktioniere, wie viel Schmerz der menschliche Körper vertragen könne oder was einen guten Film ausmache, um der Handlung folgen zu können. Dabei würden die Filmemacher denken, je mehr Tempo ihr Werk habe, desto besser ließen sich diese Schwachstellen überdecken. So mache der Film nur Pause, um Muskelkraft zu inszenieren oder die Männlichkeit der Hauptfiguren zu beleidigen, wodurch er wie ein durchschnittlicher Blockbuster daherkomme. Trotzdem sei es eine gelungene Leistung, dem Publikum in kürzester Zeit die eigenen Spielregeln erklären zu können. Ebenso seien Problemlösungen in der Handlung nicht elegant, aber effizient. Kritisiert wird von Debruge, dass der Film komplexe Konzepte wie die Motivation sowie die Ziele des eindimensionalen Cyber-Bösewichts Brixton auf wenige Worte reduziere und zu begrenzt darstelle. Dazu solle der reichliche Humor in erster Linie unangenehme Logikfragen, z. B. wie das Virus als realitätsferne MacGuffin die Schwachen auslöschen und die starke Bevölkerung weiterentwickeln soll, überdecken. Auch die Actionszenen seien nur durch den Fortschritt der visuellen Effekte möglich und unterscheiden sich so deutlich von Leitchs vorherigen Werken. Als Fazit zieht Debruge, Hobbs & Shaw, der keine Kenntnisse aus anderen Filmen voraussetzte, verschwende sein Potential.
Todd McCarthy vom Hollywood Reporter urteilt, dass der Film seine grundsätzliche Absurdität mit guter Laune trage. So sei der Großteil des Gezeigten realitätsfern – die Figuren würden teilweise ein comichaftes Maß an Geschwindigkeit, Ausdauer, Kraft und Schmerzresistenz erreichen – könne aber Spaß machen, sobald man dies akzeptiere. Dabei brilliere Hobbs & Shaw mit aufwändigen physischen Szenen, dem rasanten Erzähltempo sowie dem heftigen antagonistischen Geschwätz zwischen den Hauptfiguren. Mit diesen Elementen lade Leitch die Szenen so weit auf, bis der Zuschauer den Überblick verliere. Für McCarthy sind die Szenen in Osteuropa sowohl konzeptionell verrückt als auch aufregend klimatisch, während die Handlung auf Samoa etwas zu lang ist. Dort verleihe man dem Charakter Luke Hobbs zwar mehr Tiefe und Menschlichkeit, gleichzeitig versuche Regisseur Leitch aber auch, in jeder Einstellung noch einen drauf zu legen, worunter das Gesamtbild des Films leide. Über einzelne Darsteller äußerte sich der Filmkritiker, Elba genieße sichtbar, einen Bösewicht zu spielen; Kirby schraube die Qualität des Films nach oben; Eddie Marsan sei amüsant und Mirrens Talent würde nicht gebraucht werden. Als Fazit zieht er, obwohl Hobbs & Shaw „elementare Anziehungskräfte“ der Filmreihe, wie Geschwindigkeit, Spannung, spektakuläre Stunts und das Selbstvertrauen der Hauptfiguren, beinhalte, wirke er dennoch wie ein Parallelevent zum restlichen Fast-&-Furious-Universum.

### Einspielergebnis
Erste Einspielprognosen, nach denen Fast & Furious: Hobbs & Shaw am Startwochenende zwischen 55 und 65 Millionen US-Dollar in den US-amerikanischen Kinos einnehmen sollte, konnte der Film mit einem Einspielergebnis von 60,8 Millionen US-Dollar erreichen, auch wenn dies nur der sechstbeste Start eines Fast-&-Furious-Films an den nordamerikanischen Kinokassen war. In Deutschland sahen zeitgleich 490.000 Kinobesucher den Film, wodurch dieser 4,7 Millionen Euro erwirtschaften und den zweiten Platz der Kino-Charts erreichen konnte. Insgesamt betrug das weltweite Einspielergebnis am Startwochenende rund 180 Millionen US-Dollar. Auch in der zweiten Kinowoche konnte Hobbs & Shaw mit einem Umsatz von 25,4 Millionen US-Dollar die Spitzenposition der US-amerikanischen Kino-Charts verteidigen, während er in Deutschland mit 285.000 verzeichneten Kinogängern und einem Einspielergebnis von 2,75 Millionen US-Dollar weiterhin den zweiten Platz belegte. In China, wo der Film Ende August in die Kinos kam, konnte er am Eröffnungstag rund 40 Millionen US-Dollar einspielen, davon 4,5 Millionen aus Previews, wodurch er den finanziell zweiterfolgreichsten Eröffnungstag des Jahres im „Reich der Mitte“ nach Avengers: Endgame verzeichnen konnte. Insgesamt konnte Hobbs & Shaw am Startwochenende 102,8 Millionen US-Dollar umsetzten und dadurch den besten August-Start eines Films auf dem chinesischen Filmmarkt abliefern. Auch dadurch konnte er vier Wochen lang die Spitzenposition der weltweiten Kino-Charts halten. Den Produktionskosten von rund 200 Millionen US-Dollar steht ein weltweites Einspielergebnis von 759,1 Millionen US-Dollar gegenüber, von denen der Film allein 174,0 Millionen im nordamerikanischen Raum einspielen konnte. Dadurch befindet er sich auf Platz 11 der finanziell erfolgreichsten Filme des Jahres 2019 und auf Platz 122 (Stand: 19. April 2025) der finanziell erfolgreichsten Filme aller Zeiten. In Deutschland konnte der Film 1.731.999 Kinobesucher verzeichnen, durch die er 15,96 Millionen Euro umsetzten konnte und sich auf Platz 15 der erfolgreichsten Filme des Jahres 2019 in Deutschland befindet.

### Auszeichnungen
Golden Trailer Awards 2019
- Nominierung für den Besten Trailer eines Sommerblockbusters
- Nominierung für den Besten TV-Spot eines Actionfilms
- Nominierung für das Beste Filmposter eines Sommerblockbusters[80]

Hollywood Critics Association Awards 2020
- Nominierung als Bester Action- oder Kriegsfilm
- Nominierung für die Beste Stuntarbeit[81]

Hollywood Music in Media Awards 2019
- Nominierung für den Besten Filmsong (Getting Started, Kyle Williams, Joel Rousseau, Justin Amundrud, Andrew DeRoberts, Zach Skelton, Aloe Blacc & J.I.D.)
- Nominierung für eine Herausragende Musikbeaufsichtigung (Rachel Levy)
- Nominierung für das Beste Soundtrack-Album (Back Lot Music)[82]

National Film & TV Awards 2019
- Nominierung als Bester Schauspieler 2019 (Dwayne Johnson)
- Nominierung als Bester Schauspieler 2019 (Jason Statham)
- Nominierung als Bester Actionfilm 2019[83]

Nickelodeon Kids’ Choice Awards 2020
- Auszeichnung als Bester Schauspieler (Dwayne Johnson, gemeinsam mit Jumanji: The Next Level)[84]

People’s Choice Awards 2019
- Nominierung als Movie of 2019
- Nominierung als Action Movie of 2019
- Nominierung als Male Movie Star of 2019 (Dwayne Johnson)
- Nominierung als Action Movie Star of 2019 (Dwayne Johnson)[85]

Saturn-Award-Verleihung 2021
- Nominierung als Bester Action- oder Abenteuerfilm

## Fortsetzung
Nach dem finanziellen Erfolg von Hobbs & Shaw an den Kinokassen verkündete Hauptdarsteller Dwayne Johnson im März 2020, dass an einer Fortsetzung gearbeitet werde, die von Chris Morgan geschrieben werden sollte. Nachdem die Produktion Ende 2022 auf Eis gelegt wurde und Johnson im Folgejahr sein Comeback zur Fast-&-Furious-Hauptreihe gab, wurde stattdessen Mitte 2023 das Spin-off Fast & Furious Presents: Hobbs & Reyes angekündigt. Dieses soll als Verbindungsstück zwischen Fast & Furious 10 und Fast & Furious 11 dienen und Dwayne Johnson sowie Jason Momoa als Hauptdarsteller umfassen.